# Amaranthus hypochondriacus
Amaranthus hypochondriacus é uma espécie de planta com flor pertencente à família Amaranthaceae. 
A autoridade científica da espécie é L., tendo sido publicada em Species Plantarum 2: 991, no ano de 1753.
Os seus nomes comuns são bredo-vermelho ou caruru-vermelho.

## Portugal
Trata-se de uma espécie presente no território português, nomeadamente em Portugal Continental.
Em termos de naturalidade é introduzida na região atrás indicada.

## Protecção
Não se encontra protegida por legislação portuguesa ou da Comunidade Europeia.